# Bajangoł (rejon barguziński)
Bajangoł (ros. Баянгол) – wieś (ułus) w Rosji, w Buriacji, w rejonie barguzińskim. W 2010 liczyła 1351 mieszkańców.

## Urodzeni
- Irina Ołogonowa – rosyjska zapaśniczka.